# 비샤임
비샤임(프랑스어: Bischheim [biʃaim]) 또는 비슈하임(독일어: Bischheim)은 프랑스 북동부 그랑테스트 지방 바랭주에 위치한 지자체이다. 스트라스부르 시 등과 접해 있다. 인구는 2021년 기준 17,939명.